# French Without Tears
French Without Tears é um filme britânico de 1940, do gênero comédia, dirigido por Anthony Asquith e estrelado por Ray Milland e Ellen Drew. O roteiro é baseado na peça homônima, escrita em 1936 por Terence Rattigan.
O filme foi um dos últimos produzidos pelos estúdios londrinos antes que as investidas de Hitler os tornassem temporariamente inviáveis.

## Sinopse
A escola do Professor Maingot, em Paris, ensina francês para ingleses residentes no[país. Quando a bela Diana, irmã de um dos estudantes, chega de Londres, todos ficam em polvorosa. Diana marca encontro com vários rapazes, mas Allan Howard resiste a seus encantos.

## Elenco
| Ator/Atriz    | Personagem             |
| ------------- | ---------------------- |
| Ray Milland   | Allan Howard           |
| Ellen Drew    | Diana Lake             |
| Janine Darcey | Jacqueline Maingot     |
| David Tree    | Chris Neilan           |
| Roland Culver | Comandante Bill Rogers |
| Guy Middleton | Brian Curtis           |